# Erling Rimestad
Erling Rimestad, född 1 juli 1963 i Oslo, är en norsk diplomat.
Rimestad har arbetat i utrikestjänsten sedan 1991. Han var underdirektör vid Utenriksdepartementet 2008–2012 och avdelningsdirektör där 2012–2014. Från 2014 till 2018 tjänstgjorde han som Norges ambassadör i Tokyo och sedan 2018 är han expeditionschef vid Nærings- og fiskeridepartementet.